# Maria d'Enghien
Maria d'Enghien o d'Engenio (1367 – Lecce, 9 maggio 1446) è stata una sovrana italiana.
Fu contessa di Lecce dal 1384 alla morte, in quanto ereditiera dei possedimenti del fratello Pietro, morto privo di eredi. Si sposò in prime nozze con Raimondo Orsini del Balzo e fu principessa consorte di Taranto dal 1399, e in seconde nozze con il re Ladislao d'Angiò-Durazzo, divenendo la sua terza ed ultima moglie e fu quindi regina consorte di Napoli dal 1407 al 1414, anno di morte del marito. Come moglie del re Ladislao I, oltre ad essere stata regina consorte di Napoli, fu regina titolare consorte di Gerusalemme, di Sicilia e d'Ungheria, e contessa titolare consorte di Provenza e di Forcalquier.

## Biografia
Nipote della contessa Isabella di Brienne, nacque nel 1367 da Giovanni d'Enghien (o d'Engenio), conte di Lecce, e da Sancia (o Bianca) del Balzo.

### Contessa di Lecce e signora di feudi salentini

Stemma di Maria d'Enghien durante il matrimonio con Raimondo Orsini del Balzo

Dopo la morte senza eredi del fratello maggiore Pietro, tra il 28 marzo e il 27 luglio 1384, divenne contessa di Lecce e signora di Acquarica del Capo, Carovigno, Castro, Corigliano d'Otranto, Gagliano del Capo, Mesagne e Roca. Sebbene Pietro fosse uno strenuo sostenitore di Luigi I d'Angiò-Valois, pretendente al trono del Regno di Napoli, e di papa Clemente VII, Maria fu scelta dal papa Urbano VI come sposa di Raimondo Orsini del Balzo, detto Raimondello, figlio secondogenito del conte di Nola Nicola Orsini e di Giovanna di Sabrano, il quale con Tommaso II Sanseverino il 7 luglio 1385 aveva liberato il papa da Nocera, assediata dalle truppe di Carlo d'Angiò-Durazzo. Il matrimonio ebbe luogo solo dopo la partenza del papa per Genova, tra il 24 agosto e il 29 ottobre.
Benché avesse riservato per sé il titolo di comitissa Licii (contessa di Lecce) e Raimondello si intitolasse come comitatus Licii dominus (signore della contea di Lecce), quest'ultimo esercitò piena sovranità nella contea salentina. Maria rimase per più di vent'anni all'ombra del marito che, oltre ai suoi feudi in Campania (Acerra, Marcianise, Marigliano e Trentola) e in Irpinia (baronie di Flumeri e Guardia Lombardi), si creò negli anni successivi una vasta signoria in Puglia (Altamura, Barletta, Brindisi, Gallipoli, Martina Franca, Minervino Murge, Molfetta e Monopoli).
Raimondello, nella lotta per il trono tra Ladislao d'Angiò-Durazzo e Luigi II d'Angiò-Valois, seguì la politica opportunistica quanto abile della «doppia lealtà» per schierarsi al momento decisivo al fianco del vincitore Ladislao. Ricompensa per questo doppio gioco fu l'investitura, il 9 maggio 1399, da parte di Ladislao, del principato di Taranto, il più importante feudo del Regno, che lo rese signore illimitato della Terra d'Otranto, poiché nella primavera del 1399, alla morte del padre, aveva ereditato anche la contea di Soleto.
Il 18 giugno 1399 capitolò Taranto, dove Luigi II d'Angiò-Valois si era rifugiato quando la sua posizione a Napoli si era fatta insostenibile; due giorni dopo Maria, con il marito, poté fare ingresso solenne in città. In due privilegi dell'8 giugno Ladislao aveva già concesso a Raimondello e Maria il merum et mixtum imperium (mero e misto impero) in tutti i loro feudi e le entrate della dogana di Lecce.

### Regina consorte di Napoli
Non è noto il ruolo di Maria nella ribellione del 1405 contro Ladislao d'Angiò-Durazzo da parte del marito, che aveva ripreso i rapporti con Luigi II d'Angiò-Valois. La morte improvvisa di Raimondello, avvenuta il 17 gennaio 1406, la lasciò madre di quattro figli minorenni (Giovanni Antonio, detto Giannantonio, primogenito, Maria, Caterina e Gabriele) in una situazione critica poiché, a parte il nipote Pietro d'Enghien-Lussemburgo, conte di Conversano, dove sua nonna Giovanna Sanseverino esercitava la reggenza, Maria fronteggiava il sovrano da sola. Proseguì la ribellione di Raimondello, tenendo nascosta la sua morte fino al 1º marzo 1406. Nello stesso giorno lasciò Lecce con i figli ed andò a Taranto perché la città era più facile da difendere e garantiva approvvigionamenti via mare.
Maria si mostrò un'avveduta organizzatrice e amministratrice: preparò Taranto al previsto assedio, assoldò truppe mercenarie al comando del nipote di suo marito, Francesco Orsini, e strinse contatti diplomatici con avversari di Ladislao.
A fine febbraio Ladislao, ancora all'oscuro della morte di Raimondello, si era mosso verso la Puglia e il 14 aprile iniziò l'assedio di Taranto che dovette interrompere dopo quasi due mesi senza grandi risultati, benché Martina Franca e la contea di Conversano gli si fossero sottomesse.
Nel luglio 1406 giunsero a Taranto tre plenipotenziari di Luigi II d'Angiò-Valois, che confidava nella ribellione di Taranto per riacquistare il trono di Napoli. Questi dal 21 luglio al 5 agosto ottennero l'omaggio di Maria e Giovanni Antonio il riconoscimento di Luigi II. In quell'occasione Giovanni Antonio fu investito del principato di Taranto e Maria ebbe confermati i suoi feudi nel Regno, mentre Luigi si impegnava, entro tre mesi dopo il ritorno degli ambasciatori in Provenza, ad inviare in loro sostegno 300 lance e a scendere personalmente entro l'estate 1407. Gli accordi si conclusero con la promessa di matrimonio tra Giovanni Antonio e la figlia di Luigi, Maria.
In realtà il 26 dicembre 1406 Luigi mandò 600 bretoni a bordo di tre navi che però, poco dopo la partenza, naufragarono e la maggior parte dell'equipaggio morì. All'inizio di marzo 1407 Francesco Orsini, con i suoi soldati, passò dalla parte di Ladislao.
Perso anche il sostegno di papa Innocenzo VII, Maria acquistò sempre maggiore consapevolezza del fatto che, in quella condizione di isolamento, avrebbe potuto a stento resistere a un nuovo attacco del re. Per tale ragione, probabilmente, quando Ladislao pose nuovamente l'assedio a Taranto, il 16 aprile 1407, Maria avviò in breve tempo le trattative che portarono al suo matrimonio con il re, celebrato il 23 aprile nella cappella del castello di Taranto, della quale oggi si è persa traccia, in seguito alla radicale ristrutturazione ed ampliamento operati tra la fine del XV e la metà del XVI secolo. Tanto il principato di Taranto, quanto le contee di Lecce e Soleto furono incorporati da Ladislao nel reale demanio. Maria si trattenne a Taranto per poco più di un mese e il 24 maggio si mise in viaggio per Napoli con i figli.
Negli anni seguenti, fino alla morte di Ladislao, avvenuta il 6 agosto 1414, risiedette nel Castel Nuovo, ma, a differenza della madre di Ladislao, Margherita di Durazzo, a stento riuscì ad avere una qualche influenza sulla politica del marito, sebbene diverse indicazioni degli ambasciatori della Repubblica di Firenze fossero indirizzate anche a lei. Non vi è traccia nelle fonti storiche di una possibile condizione di prigionia di Maria e dei suoi figli durante il regno del marito.

### Il recupero dei feudi
Morto Ladislao, la sorella Giovanna, salita al trono, imprigionò Maria nel Castel Nuovo con i due figli, perché vedeva nella vedova di suo fratello una possibile rivale per la Corona napoletana. L'arrivo a Napoli del futuro marito di Giovanna, Giacomo II di Borbone-La Marche, avvenuto il 15 agosto 1415, provocò una svolta perché la figlia di Maria, Caterina, per iniziativa di Giacomo, verso la fine dell'anno sposò Tristano di Chiaromonte, uno dei cavalieri francesi giunti al seguito di Giacomo. Per tale ragione nello stesso periodo o all'inizio del 1416, la regina le restituì la libertà, mentre i due figli Giovanni Antonio e Gabriele rimasero reclusi fino alla fine del 1417 o agli inizi del 1418. Per la liberazione di Gabriele, Maria dovette versare alla corte 8 000 ducati. Nel 1418 sia a Maria che a Giovanni Antonio furono restituiti i feudi che nel 1407 Ladislao aveva incorporato nel reale demanio e che non erano ancora stati assegnati. A Maria furono resi i feudi che aveva ereditato da suo fratello, mentre Giovanni Antonio ebbe i feudi che erano stati del padre (le contee di Soleto, Tricase e Veglie, e le baronie di Altamura, Flumeri, Lavello, Locorotondo e Minervino Murge), ad eccezione del principato di Taranto, di cui era stato investito lo stesso re consorte, Giacomo II di Borbone-La Marche, il quale però nel maggio 1419 fuggì a Taranto per fomentare la ribellione contro Giovanna II.
Le truppe di Maria e di Giovanni Antonio assediarono e sconfissero Giacomo a Taranto, costringendolo a restituire la città ed a rinunciare ai suoi diritti sul principato dietro il pagamento di 20 000 ducati. Nell'estate 1419 Maria e Giovanni Antonio ereditarono Guardia Lombardi da Giovanni Zurlo; in seguito quella signoria spettò al solo Giovanni Antonio, che il 4 maggio 1421 fu investito anche formalmente da Giovanna II del principato di Taranto.
Nel 1421 si concluse un accordo tra Maria e i suoi due figli sulla spartizione dei feudi di famiglia: a Maria furono confermati i suoi feudi in Salento, mentre Gabriele ricevette come feudi dal fratello Giovanni Antonio le baronie di Acerra, Flumeri, Lavello e Minervino Murge.

### L'influenza politica e gli ultimi anni
Negli anni 1385-1406 e 1407-1414 Maria era rimasta all'ombra dei suoi due mariti, mentre dal 1420 compare accanto al figlio maggiore, defilata almeno dalle vicende politiche. Sebbene si intitolasse ancora sempre come regina di Napoli, non prese quasi per nulla parte alla lotta per il trono prima tra Giovanna II e Alfonso V d'Aragona e poi tra Renato d'Angiò-Valois (il figlio di Luigi II) e Alfonso, mentre i suoi figli dal 1433 presero decisamente le parti degli Aragonesi. Gabriele fu quindi investito da Alfonso nel marzo 1435 del ducato di Venosa e il 6 marzo 1437 il re ridusse a sole 50 once l'adohamentum che Maria e i suoi figli dovevano pagare per i loro vasti feudi.
Dal 1420 risiedette quasi esclusivamente a Lecce e si occupò soprattutto dell'amministrazione dei suoi feudi, per i quali emanò diversi statuti e privilegi. Tra questi, i più importanti sono sicuramente gli Statuta et capitula florentissimae civitatis Litii del 14 luglio 1445. Disponeva per tale scopo di una propria cancelleria e di un proprio ufficio camerale. Nello stesso periodo fece edificare per il marito Raimondello un monumento funebre nella Basilica di Santa Caterina d'Alessandria, a Galatina, commissionata da Raimondello in persona, quale tempio familiare e completata dal figlio Giovanni Antonio.
Maria morì a Lecce il 9 maggio 1446 e fu sepolta in città presso la Basilica di Santa Croce. La sua tomba venne dispersa insieme all'originaria chiesa, ricostruita nella sua attuale prestigiosa veste nel corso dei lavori di adeguamento e bastionatura del castello.

## Nella cultura di massa

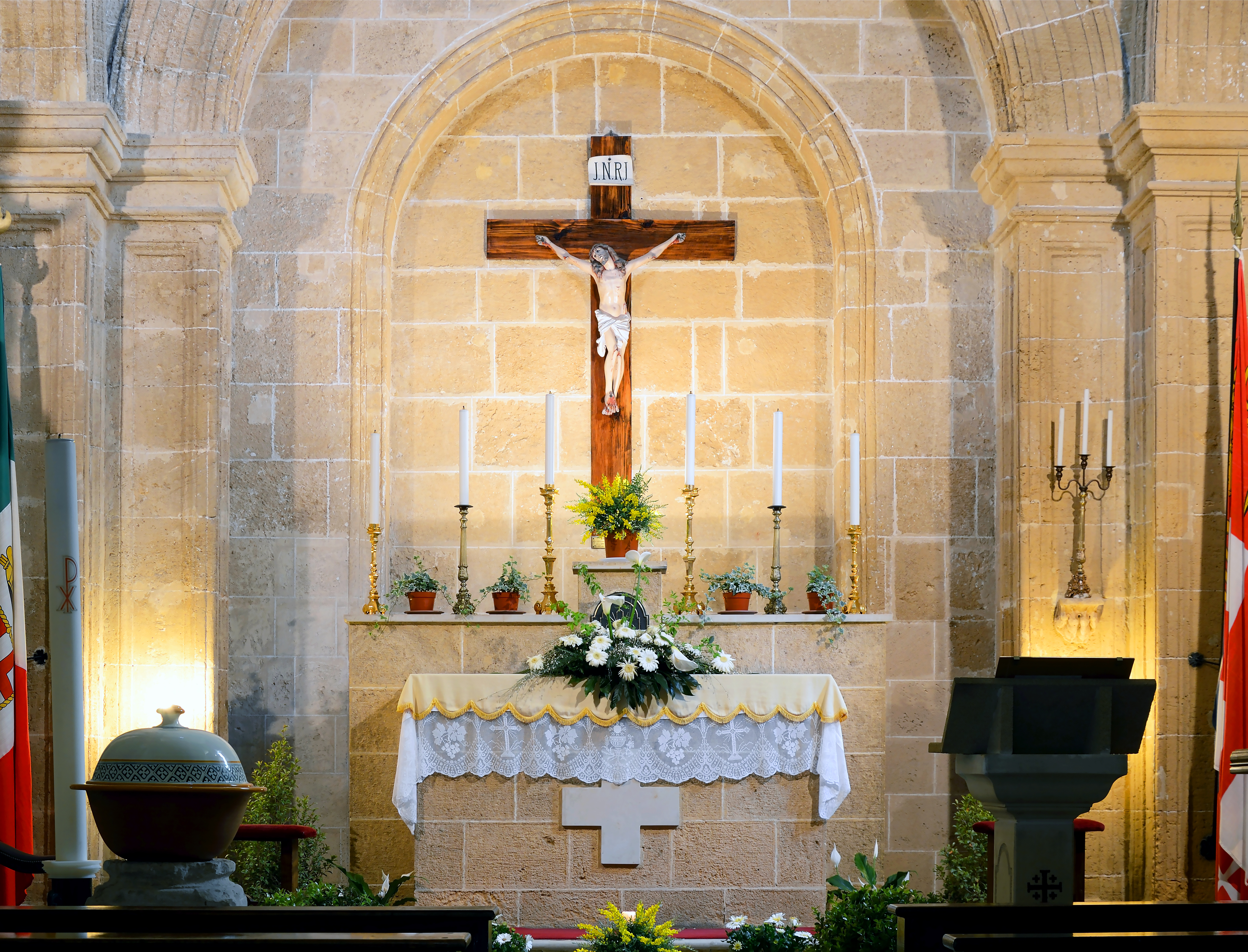
Altare della cappella di San Leonardo, presente nel castello aragonese di Taranto, dove avvenne il matrimonio tra Maria d'Enghien e Ladislao d'Angiò-Durazzo,e dove oggi si celebra la rievocazione storica di quell'evento

Maria gode ancora oggi di popolarità nel sud della Puglia, sostenuta da un'ininterrotta tradizione storiografica locale incentrata sulla dimensione romanzata ed eroicizzata delle sue lunghe e controverse vicende biografiche, perpetrata da nuove edizioni e versioni.
A Taranto, ogni anno, nel terzo sabato di maggio, si svolge il ricco corteo in costume medievale che rievoca ed arricchisce quanto tramandato da Angelo Filippo Crassullo sul Matrimonio di Maria d'Enghien con Ladislao d'Angiò-Durazzo. Nella stessa città di Taranto, la tradizione orale ha tramandato la locuzione dialettale «u uadàgne de Maria Prène» (il guadagno di Maria di Brienne), con la quale, richiamando la percezione popolare di perdita di libertà e sovranità che Maria ottenne dal matrimonio con Ladislao, si suole indicare uno scambio svantaggioso o un cattivo affare.

## Ascendenza
|                                          |                                          |                                       | Genitori                                   |  |  | Nonni |  |  | Bisnonni                        |  |  | Trisnonni                      |  |
|                                          |                                          |                                       |                                            |  |  |       |  |  | Gualtiero II, signore d'Enghien |  |  | Gualtiero I, signore d'Enghien |  |
|                                          |                                          |                                       |                                            |  |  |       |  |  | Gualtiero II, signore d'Enghien |  |  | Gualtiero I, signore d'Enghien |  |
|                                          |                                          | Maria di Rethel                       |                                            |  |  |       |  |  | Gualtiero II, signore d'Enghien |  |  |                                |  |
| Gualtiero III, signore d'Enghien         |                                          |                                       |                                            |  |  |       |  |  | Gualtiero II, signore d'Enghien |  |  |                                |  |
|                                          |                                          | Iolanda di Fliandra                   | Roberto III, conte di Fiandra              |  |  |       |  |  |                                 |  |  |                                |  |
|                                          |                                          | Iolanda di Fliandra                   | Roberto III, conte di Fiandra              |  |  |       |  |  |                                 |  |  |                                |  |
|                                          |                                          | Iolanda di Fliandra                   | Iolanda di Borgogna, contessa di Nevers    |  |  |       |  |  |                                 |  |  |                                |  |
| Giovanni d'Enghien, conte di Lecce       |                                          | Iolanda di Fliandra                   |                                            |  |  |       |  |  |                                 |  |  |                                |  |
|                                          |                                          | Gualtieri V, conte di Brienne         | Ugo, conte di Brienne                      |  |  |       |  |  |                                 |  |  |                                |  |
|                                          |                                          | Gualtieri V, conte di Brienne         | Ugo, conte di Brienne                      |  |  |       |  |  |                                 |  |  |                                |  |
|                                          |                                          | Gualtieri V, conte di Brienne         | Isabella de la Roche                       |  |  |       |  |  |                                 |  |  |                                |  |
| Isabella, contessa di Brienne            |                                          | Gualtieri V, conte di Brienne         |                                            |  |  |       |  |  |                                 |  |  |                                |  |
|                                          |                                          | Giovanna di Châtillon                 | Gualtiero V di Châtillon, conte di Porcien |  |  |       |  |  |                                 |  |  |                                |  |
|                                          |                                          | Giovanna di Châtillon                 | Gualtiero V di Châtillon, conte di Porcien |  |  |       |  |  |                                 |  |  |                                |  |
|                                          |                                          | Giovanna di Châtillon                 | Isabella di Dreux                          |  |  |       |  |  |                                 |  |  |                                |  |
| Maria d'Enghien                          |                                          | Giovanna di Châtillon                 |                                            |  |  |       |  |  |                                 |  |  |                                |  |
|                                          | Bertrando II del Balzo, signore di Berre | Guglielmo del Balzo, signore di Berre |                                            |  |  |       |  |  |                                 |  |  |                                |  |
|                                          | Bertrando II del Balzo, signore di Berre | Guglielmo del Balzo, signore di Berre |                                            |  |  |       |  |  |                                 |  |  |                                |  |
|                                          | Bertrando II del Balzo, signore di Berre | Eugaria di Châteauneuf-Tournel        |                                            |  |  |       |  |  |                                 |  |  |                                |  |
| Bertrando III del Balzo, conte di Andria | Bertrando II del Balzo, signore di Berre |                                       |                                            |  |  |       |  |  |                                 |  |  |                                |  |
|                                          |                                          | Berengaria d'Andria                   | N. d'Andria                                |  |  |       |  |  |                                 |  |  |                                |  |
|                                          |                                          | Berengaria d'Andria                   | N. d'Andria                                |  |  |       |  |  |                                 |  |  |                                |  |
|                                          |                                          | Berengaria d'Andria                   | Margherita                                 |  |  |       |  |  |                                 |  |  |                                |  |
| Sancia del Balzo                         |                                          | Berengaria d'Andria                   |                                            |  |  |       |  |  |                                 |  |  |                                |  |
|                                          |                                          | Roberto, signore d'Aulnay             | …                                          |  |  |       |  |  |                                 |  |  |                                |  |
|                                          |                                          | Roberto, signore d'Aulnay             | …                                          |  |  |       |  |  |                                 |  |  |                                |  |
|                                          |                                          | Roberto, signore d'Aulnay             | …                                          |  |  |       |  |  |                                 |  |  |                                |  |
| Margherita d'Aulnay                      |                                          | Roberto, signore d'Aulnay             |                                            |  |  |       |  |  |                                 |  |  |                                |  |
|                                          |                                          | Isabella Etendard                     | …                                          |  |  |       |  |  |                                 |  |  |                                |  |
|                                          |                                          | Isabella Etendard                     | …                                          |  |  |       |  |  |                                 |  |  |                                |  |
|                                          |                                          | Isabella Etendard                     | …                                          |  |  |       |  |  |                                 |  |  |                                |  |
|                                          |                                          | Isabella Etendard                     |                                            |  |  |       |  |  |                                 |  |  |                                |  |